# Barilla
Barilla est une entreprise agro-industrielle italienne qui fabrique entre autres, des pâtes, des sauces et des biscuits. C'est également une marque sous laquelle sont vendus les produits fabriqués par cette entreprise. L'entreprise est leader mondial des pâtes sèches et leader européen sur les marchés des sauces pour pâtes et de la boulangerie pré-emballée.

## Histoire

### Naissance

Logo Barilla depuis 2022, indiquant la date de 1877.

Tout débute en 1877 lorsque Pietro Barilla (1845-1922), issu d'une vieille famille de boulangers (le nom d'Olividio Barilla apparaît dans un document de 1576 régissant la corporation des boulangers de Parme), ouvre une boutique et une fabrique de pain et de pâte, à Parme. Fin 1891, il ouvre un second magasin mais l'investissement fut trop important et en juillet 1894, il fait faillite. Il rouvre une affaire quelques mois plus tard au nom de son épouse et grâce à un travail acharné, il obtient, en 1898, les premiers résultats positifs. En 1900, il modifie son matériel afin d'atteindre deux quintaux de production de pâtes par jour. En 1905, avec l'emploi de cinq employés, la production passe à vingt-cinq quintaux de pâtes.
En 1908, la société désormais orientée vers le développement participe à l'Exposition Internationale de l'Industrie moderne de Rome. Les locaux deviennent trop petits et nécessitent en 1910 la construction d'un établissement industriel moderne qui sera doté du premier four continu de Parme. La voie qui va désormais de l'artisanat vers l'industrie est tracée. Ses fils Riccardo (1880-1947) et Gualtiero (1881-1919) le rejoignent dans l'activité en 1910, année où Barilla ne vend plus ses pâtes en vrac mais en sachet.

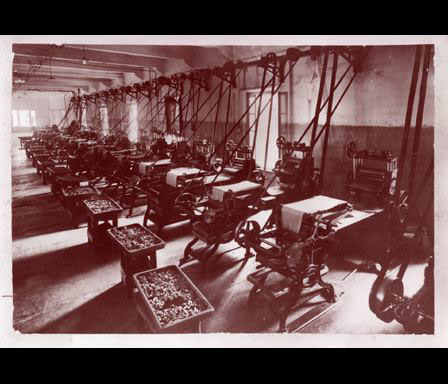
Intérieur de l'usine Barilla en 1913.

Le 17 mai 1919, à seulement 38 ans, Gualtiero décède laissant sur les épaules de Riccardo tout le poids de la société. Riccardo met en place une structure administrative efficace et s'entoure de personnels qualifiés, la direction se compose de Gualtiero Medioli, fondé de pouvoir, Luigi Regola, directeur commercial, Enrico Bonaccorsi, directeur du personnel et Elvio Pelleri, directeur administratif. Riccardo dédie son énergie à l'expansion de la société.

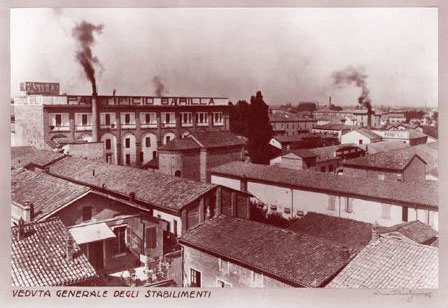
L'usine Barilla en 1927.

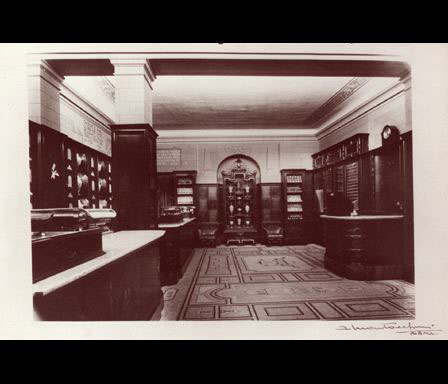
Magasin Barilla en 1929.

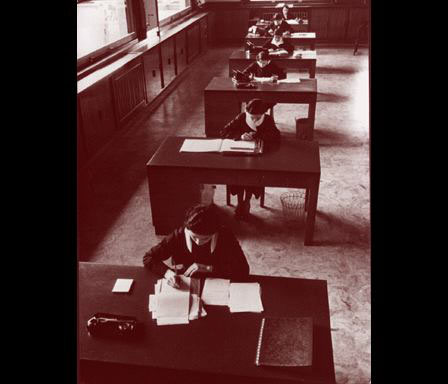
Bureaux de Barilla en 1938.

En 1936, Pietro (1913-1993) fils de Riccardo, entre dans la société pour diriger l'activité commerciale, il modernise l'entreprise, les chevaux sont remplacés par des véhicules automobiles, il met en place la publicité (le logo actuel qui représente un œuf date de 1939), il voyage en France et aux États-Unis afin de se former aux techniques de vente. En 1941, il est appelé à servir dans les forces armées italiennes.
En 1950, Barilla produit cent tonnes de pâtes par jour, Pietro se rend de nouveau aux États-Unis pour étudier le packaging et la publicité avec pour but de faire rebondir l'entreprise dans l'économie italienne de l'après guerre. En 1956, Ernesto Carboni est appelé à redessiner l'entière gamme des emballages, tout en carton, qui acquièrent une identité très connue par l'introduction de la couleur bleue. De 1952 à 1957, une phase de développement qui correspond au miracle italien lié à l'augmentation de la consommation s'accompagne de nouvelle technologie et d'établissements neufs. En 1968, Barilla construit la plus grande usine de pâtes au monde (qui le demeure aujourd'hui) en Émilie-Romagne. Le premier référencement de la marque a lieu en 1969 en France où elle se positionne sur la niche du haut de gamme laissée vacante par Panzani, Lustucru.

### Vente de la société
En 1971, Pietro Barilla cède la société à W. R. Grace and Company, une multinationale américaine : l'entreprise se lance alors dans la fabrication de plats cuisinés et emploie deux mille personnes, elle détient 15 % du marché essentiellement dans le nord de l'Italie. La communication est confiée à Young et Rubicam avec pour objectif la conquête du marché centre et méridional de l'Italie, en fait le plus important. Young et Rubicam restera un partenaire de Barilla. En août 1973, le gouvernement italien impose le blocage du prix des pâtes ; pour l'entreprise, c'est un coup très dur. En 1975, Barilla donne naissance à Mulino Bianco, une ligne de produit de biscuits, dont le produit phare est Baiocchi con crema alla nocciola e cacao, dont les emballages vendus en France gardent la langue italienne. Barilla axera sa publicité sur la qualité, certains fabricants abaissant la qualité de leur pâte en utilisant du grain tendre au lieu du grain dur.

### Rachat
En 1979, Pietro Barilla rachète l'entreprise grâce à un partenaire suisse. Le prix des pâtes avait été libéré mais le produit avait été pénalisé ; les énergies de l'entreprise allant principalement sur la nouvelle ligne Mulino Bianco. Pietro croit dans la relance des pâtes et lance une politique d'investissement. Les pâtes Barilla sont présentées pour la première fois en France, avec l'ouverture d'une filiale française Barilla France, avant de conquérir le marché européen.

### Depuis 1990
Pietro décède en 1993 ; l'entreprise emploie alors 8 500 salariés et détient 35 % du marché italien. Ce sont les enfants de Pietro (Guido (it), Luca et Paolo) qui reprennent la société. Guido en devient le président. Il développe l'export, la société est désormais une multinationale. Guido Barilla recrute en 1995 Edwin Lewis Artzt, alors patron du géant américain Procter & Gamble, pour diriger l'entreprise.
En 1999, Barilla se porte acquéreur du fabricant de Pain croquant suédois Wasa, puis s'endette fortement en rachetant en 2002 Heiner Kamps (de), leader européen de la boulangerie industrielle.
Fin septembre 2007, Guido Barilla annonce le lancement d'une nouvelle gamme de produits, Alixir (conjugaison de alimentation et élixir), aliments céréaliers et boissons pour la santé.
Le groupe Kamps a été revendu en 2010 à l'investisseur ECM (Equity Capital Management, basé à Francfort).

## Données économiques
Barilla contrôle et distribue les marques Barilla, Mulino Bianco, Pavesini, Ringo, Togo, Gocciole, GranCereale, Voiello (Italie), Wasa (Suède), Misko (Grèce), Filiz (Turquie), Yemina (Mexique), Harrys (France). Elle produit différents types de pâtes dont elle est le premier producteur italien et mondial, des biscuits dont elle est le premier producteur italien et le troisième européen, des sauces dont elle est premier producteur européen.
En 2024, Barilla possède des usines en Italie, aux États-Unis, au Mexique, au Canada, en Russie, en Grèce, en France, en Allemagne, en Norvège, en Suède et en Turquie.

## Effectif
L'entreprise est passée de 8 500 personnes en 1993 à 8 827 personnes en 2024.

## Controverses

### Propos homophobes
Le 26 septembre 2013, le dirigeant de la marque Guido Barilla déclare lors d'une interview à la radio italienne : « Nous ne ferons pas de publicité avec des homosexuels car notre entreprise reflète l'image de la famille traditionnelle. Je ne suis pas contre les homosexuels mais contre l'adoption dans un couple homosexuel. » Il ajoutera : « Si les gens aiment nos pâtes et notre communication, ils peuvent les manger, sinon ils peuvent manger d'autres pâtes. On ne peut pas toujours plaire à tout le monde. » Ces propos déclenchent une vive polémique à travers le monde. Des associations comme Equality Italia ou Arcigay, des personnalités comme le photographe italien Oliviero Toscani appellent au boycott de tous les produits de la marque.
Le PDG a présenté très rapidement des excuses pour ces propos, parlant de malentendu. Un boycott des marques du groupe a cependant été maintenu par des associations homosexuelles.

## Publicités
- « Rigatoni » réalisé en 1984 par Federico Fellini
- campagne des années 1990 : Dove c'è Barilla, c'è casa (où il y a Barilla, il y a maison l'article est volontairement oublié)
- Museo réalisé à Venise et dirigé par Ridley Scott en 1990
- en 1991, promotion des pâtes Barilla en Allemagne avec Steffi Graf
- L'air de « Deh, vieni alla finestra » de l'opéra de Mozart Don Giovanni a été repris dans un spot publicitaire Barilla en 1992.
- Terrazza romana dirigé par Ridley Scott en 1992 et Piazza Navona dirigé par David Lynch en 1993 avec Gérard Depardieu
- en 1993, promotion des pâtes Barilla en Espagne avec Placido Domingo